# Ptačí pozorovatelna (Rezavka)
Ptačí pozorovatelna Rezavka se nachází u Nového rybníka (Vrbenského rybníka) v přírodním parku Rezavka, západně od řeky Odry, v městském obvodu Svinov v Ostravě v Moravskoslezském kraji. Je to celoročně volně přístupná ptačí pozorovatelna či rozhledna, kolem které vede naučná stezka. Na místě a v jeho okolí lze pozorovat lužní lesy a rákosiny v okolí slepého ramene Odry a dále ptáky, savce, obojživelníky, hmyz, houby a rostliny. Rozhledna, která byla postavená v roce 2009, je vhodná i pro rodiny s dětmi.

## Další informace

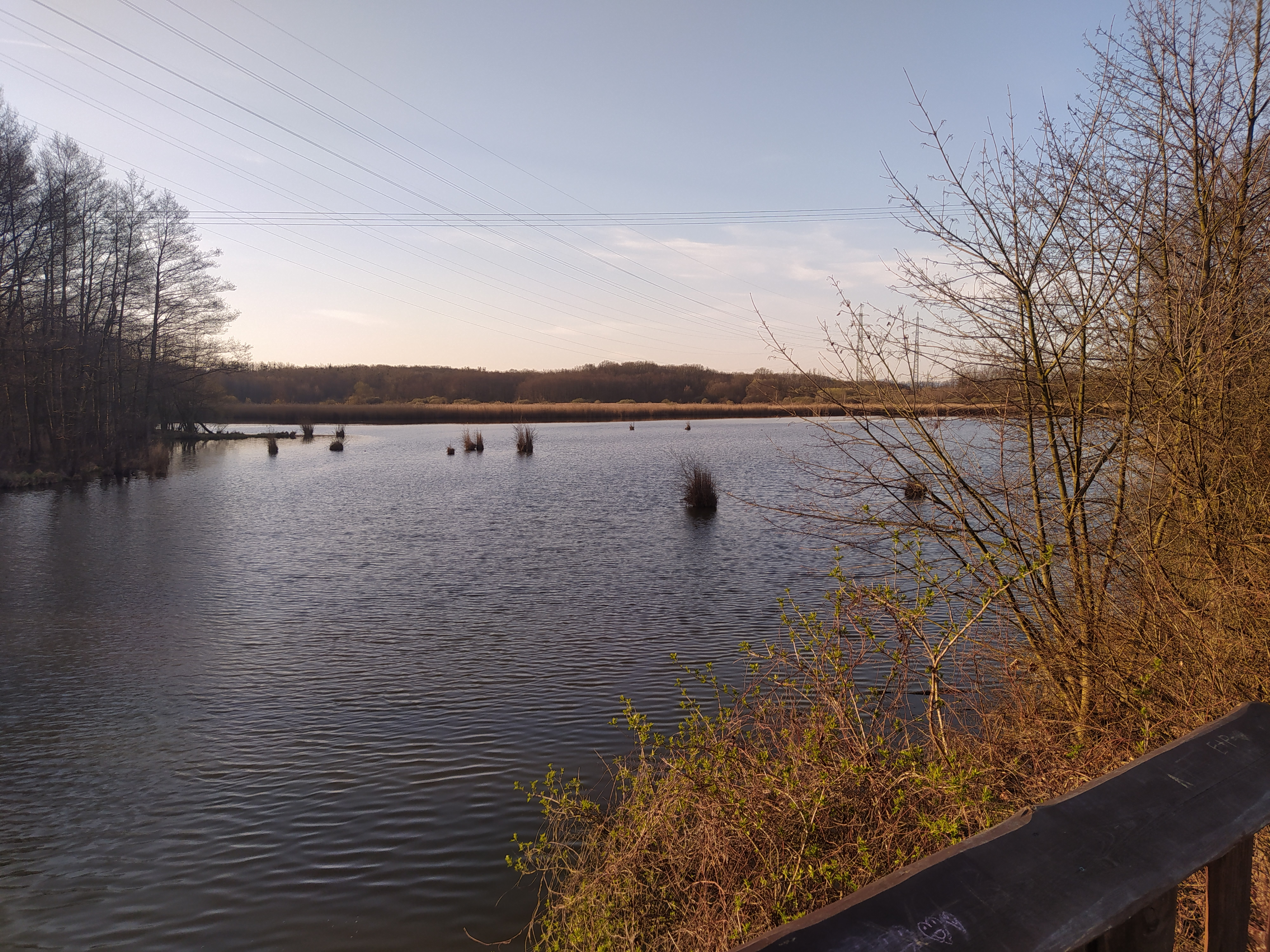
Výhled z ptačí pozorovatelny na Nový rybník

Základem pozorovatelna je příhradová konstrukce vyrobená z lakovaného dřeva. Pozorovatelna není krytá stříškou a výstup je ze žebříku.
Poblíž, cca 40 m východním směrem, se nachází železniční trať Přerov–Bohumín s nedalekým nádražím Ostrava-Svinov, které je vzdálené přibližně 2 km severním směrem. Východně, cca 110 m, se nachází také rybník Rojek.